# 清異錄
《清異錄》書名，宋陶穀撰，凡二卷。
《清異錄》分三十七門，內容包括〈天文〉、〈地理〉、〈君道〉、〈官志〉、〈人事〉、〈女行〉、〈君子〉、〈么么〉、〈释族〉、〈仙宗〉、〈草〉、〈木(竹附)〉、〈花〉、〈果〉、〈蔬〉、〈药〉、〈禽〉、〈兽〉、〈虫〉、〈鱼〉、〈肢体〉、〈作用〉、〈居室〉、〈衣服〉、〈装饰〉、〈陈设〉、〈器具〉、〈文用〉、〈武器〉、〈酒浆〉、〈茗荈〉、〈馔羞〉、〈薰燎〉、〈丧葬〉、〈鬼〉、〈神〉、〈妖〉等等，各為標題，每門雜采隋唐至五代典故，共有648條。陳振孫《直齋書錄解題》以為“不類宋初人語。”。“茗荈”一类是取自苏廙《十六汤品》。